# فؤاد الخطيب
فؤاد بن حسن بن يوسف الخطيب (1296- 1376 هـ/ 1880- 1957 م)، أحد الشخصيات العربية التي اشتَهَرت في زمن الثورة العربية الكبرى، وينتمي لأسرة لبنانية معروفة بالعلم والأدب والفقه. 

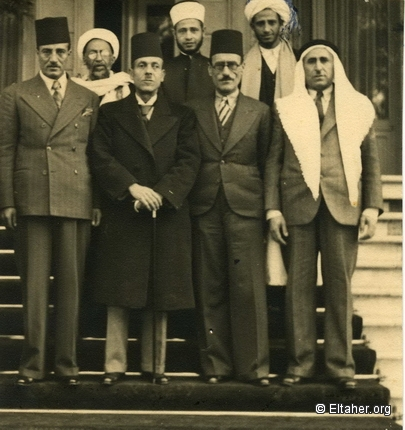

## ولادته ونشأته
ولد في بلدة «شحيم» بالقرب من بيروت نحو عام 1296 هـ/ 1880 م. تلقى تعليمه الابتدائي في مدرسة طانيوس بالشويفات، وواصل تعليمه الإعدادي والثانوي في كلية سوق الغرب، وبعد ذلك التحق بالجامعة الأمريكية في بيروت. وتنقل في عمله بين عدة دول عربية وإسلامية.
في أثناء دراسته الجامعية عُرف عنه نشاطه السياسي والشعري والخطابي، وفي عام 1904م شارك في الجمعيات العربية السورية التي كانت تطالب بإعطاء العرب حقهم في الحرية، وقد تخرج من الجامعة في 1904م، وبعد فترة انتقل فؤاد الخطيب إلى خارج وطنه ليبدأ حياته العملية، حيث عين مدرساً للغة العربية والتاريخ العربي في مدرسة الكلية الأرثوذكسية في مدينة يافا (فلسطين) واستمر في التدريس حتى 1909م، وفي تلك السنة كان عضوًا بارزًا في جمعية المنتدى العربي، وبعد الانقلاب الاتحادي على السلطان عبد الحميد الثاني، صدر الأمر بإلقاء القبض عليه، وحُكم عليه بالإعدام غيابًا بسبب نشاطه المعادي للاتحاديين، وأثناء ذلك هرب سرًّا إلى مصر.

## مصر
أقام في القاهرة خلال عامي 1909 - 1910 م، وأقام علاقة مع كبار الأدباء والشعراء المصريين، أمثال أحمد شوقي وخليل مطران وإسماعيل صبري وحافظ إبراهيم، وقد صدر له الجزء الأول من ديوانه الشعري في القاهرة، وفي 1910 م انتقل إلى السودان ليعمل مدرسا للغة العربية وآدابها في كلية (غوردون) في الخرطوم، واستمر فيها حتى 1916م.

## الثورة العربية الكبرى
في عام 1916م ومع إعلان الشريف الحسين بن علي الثورة العربية الكبرى، انتقل فؤاد الخطيب من السودان إلى مكة المكرمة ليعمل في الحكومة العربية الهاشمية، محررا لجريدة «القبلة» وهي الجريدة الرسمية للحكومات العربية في الحجاز، وحضر مع الأمير فيصل بن الحسين مؤتمر الصلح في فرساي «فرنسا» عام 1919م، وفي تلك السنة عين أميناً للشؤون الخارجية في الحكومة الفيصلية بدمشق، واستمر في منصبه حتى سقوط تلك الحكومة بعد احتلال الفرنسيين في عام  1920م وفي نهاية العام، استدعى إلى مكة المكرمة ليتولى وزارة الخارجية في حكومة الحجاز الهاشمية، واستمر في ذلك المنصب حتى عام 1924م، بعد خروج الشريف الحسين بن علي من الحجاز، حيث اتجه الخطيب إلى شرق الأردن، وواصل عمله في الدولة الأردنية، وفي عام 1926م عين مستشاراً لسمو الأمير عبد الله بن الحسين واستمر في منصبه هذا حتى 1933م.

## رئاسة الديوان الأميري الأردني
تولى السيد فؤاد الخطيب منصب رئيس الديوان الأميري بالوكالة، خلفا للسيد حامد الوادي، وخلال الفترة (يونيو 1933 - يوليو 1933) حيث لم يستمر طويلا في منصبه وخلفه السيد محمد المحسين. وبعد اعفائه من الديوان الأميري عاد فؤاد الخطيب إلى عمله السابق
كمستشارا لسمو الأمير عبد الله، واستمر في هذا العمل، حتى نشوب الحرب العالمية الثانية، وفي عام 1939 م تم إعفاؤه من عمله.

## لبنان والسعودية
عاد إلى لبنان، وأقام في منطقة برج البراجنة (إحدى ضواحي بيروت) واعتزل الحياة السياسية، وانصرف إلى الشعر والأدب والدراسة وبقي كذلك حتى نهاية الحرب العالمية، في عام 1945 م تم استدعاؤه من قبل الملك عبد العزيز بن سعود إلى الرياض، وعينه مستشارا له، واستمر حتى 1947 م، وفي تلك السنة عينته الحكومة السعودية وزيرا مفوضا ثم سفيرا في كابول (عاصمة أفغانستان) واستمر في هذا العمل حتى وفاته.

## إرثه
ترك فؤاد الخطيب عددا من المؤلفات والمقالات والقصائد الشعرية وله العديد من المحاضرات والندوات نشرت في الصحف والمجلات، ومن أهم مؤلفاته: ديوان الخطيب، مسرحية شعرية «فتح الأندلس»، فؤاد اللغة العربية، جغرافية البلاد العربية، تاريخ الأدب العربي، نظرات في تاريخ الجاهلية وآدابها «مخطوط لم يتمه»، مذكراته «مخطوط» لم تطبع. للخطيب قصائد منشورة في جريدتي الأهرام والمؤيد، بالإضافة إلى كم كبير من المقالات والمحاضرات التي نشرت في الجرائد والمجلات العربية لكنها لم تجمع.

## وفاته
توفي فؤاد الخطيب في مدينة كابول، في 15 رمضان 1376 هـ  الموافق 15 نيسان 1957م، إثر سكتة قلبية مفاجئة، نجمَت عن انسداد في الشِّريان التاجي، ونُقل جُثمانه إلى مسقط رأسه (شحيم) حيث دُفن هناك.